# Nephodia deformata
Nephodia deformata är en fjärilsart som beskrevs av Paul Dognin 1913. Nephodia deformata ingår i släktet Nephodia och familjen mätare. Inga underarter finns listade i Catalogue of Life.